# 穴川駅 (千葉県)

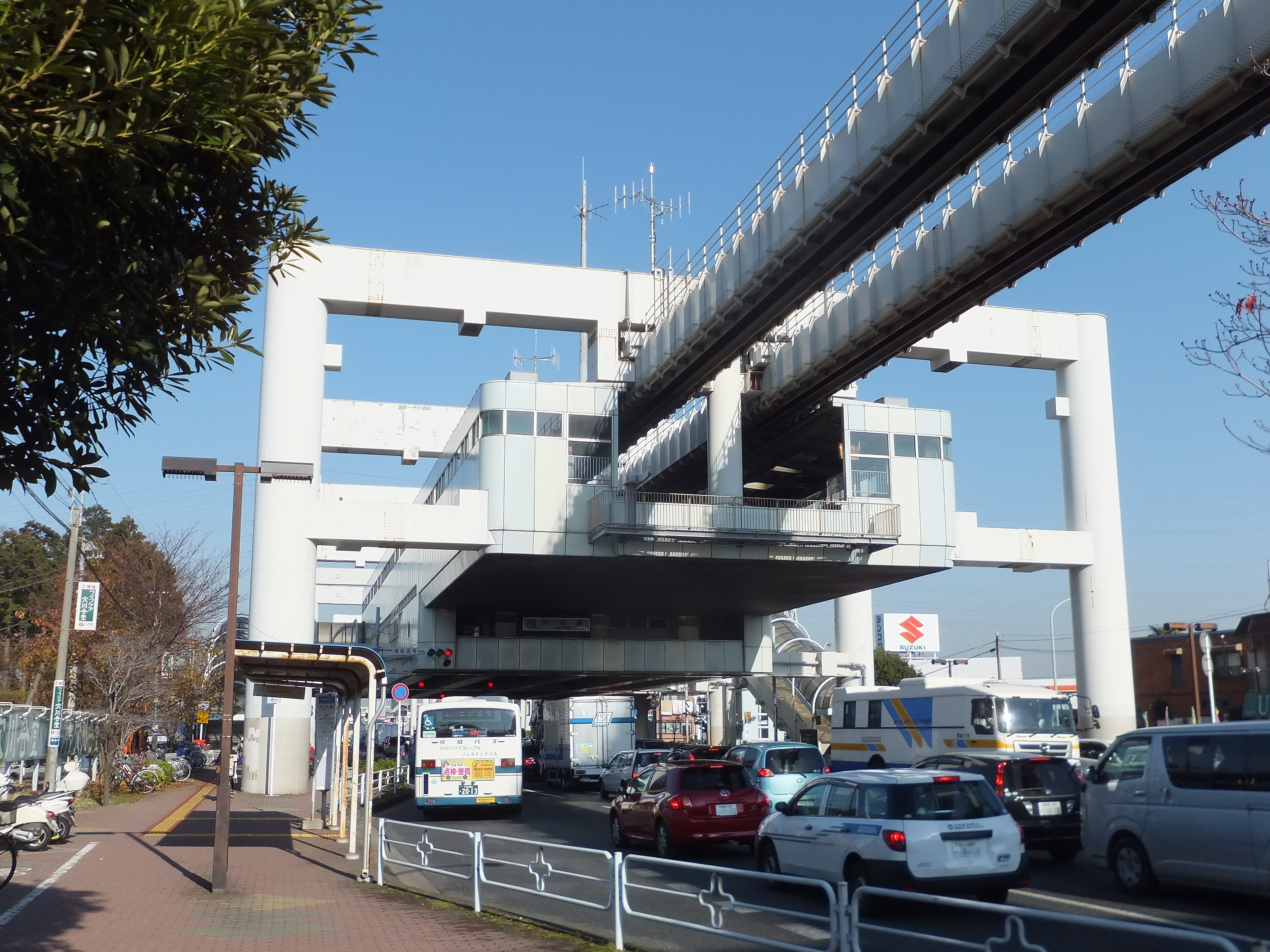
1・2番出入口（2011年12月）

穴川駅（あながわえき）は、千葉県千葉市稲毛区穴川町にある、千葉都市モノレール2号線の駅である。駅番号はCM 07。

## 歴史
- 1991年（平成3年）6月12日 - 開業[1][2]。
- 2009年（平成21年）3月14日 - ICカード「PASMO」の利用が可能となる[3][1]。
- 2021年（令和3年）1月 - トイレの改修工事（洋式化）完了。

## 駅構造
相対式ホーム2面2線を有する高架駅で、バリアフリー設備として2面ともエレベーターが設置されている。改札口は北側（千城台方面）に1か所あり、自動改札機、自動券売機が設置されている。
出入口はコンコースより東側に南北2か所（1・4番出入口）とエレベーター1基、西側に南北2か所（2・3番出入口）とエレベーター1基がある。稲毛駅・稲毛海岸駅方面へ分岐線を建設することを想定し、スポーツセンター駅方への分岐器の追設・天台駅方での立体交差、現在の軌道・駅舎の更に外側への軌条の増設が可能な構造となっている。

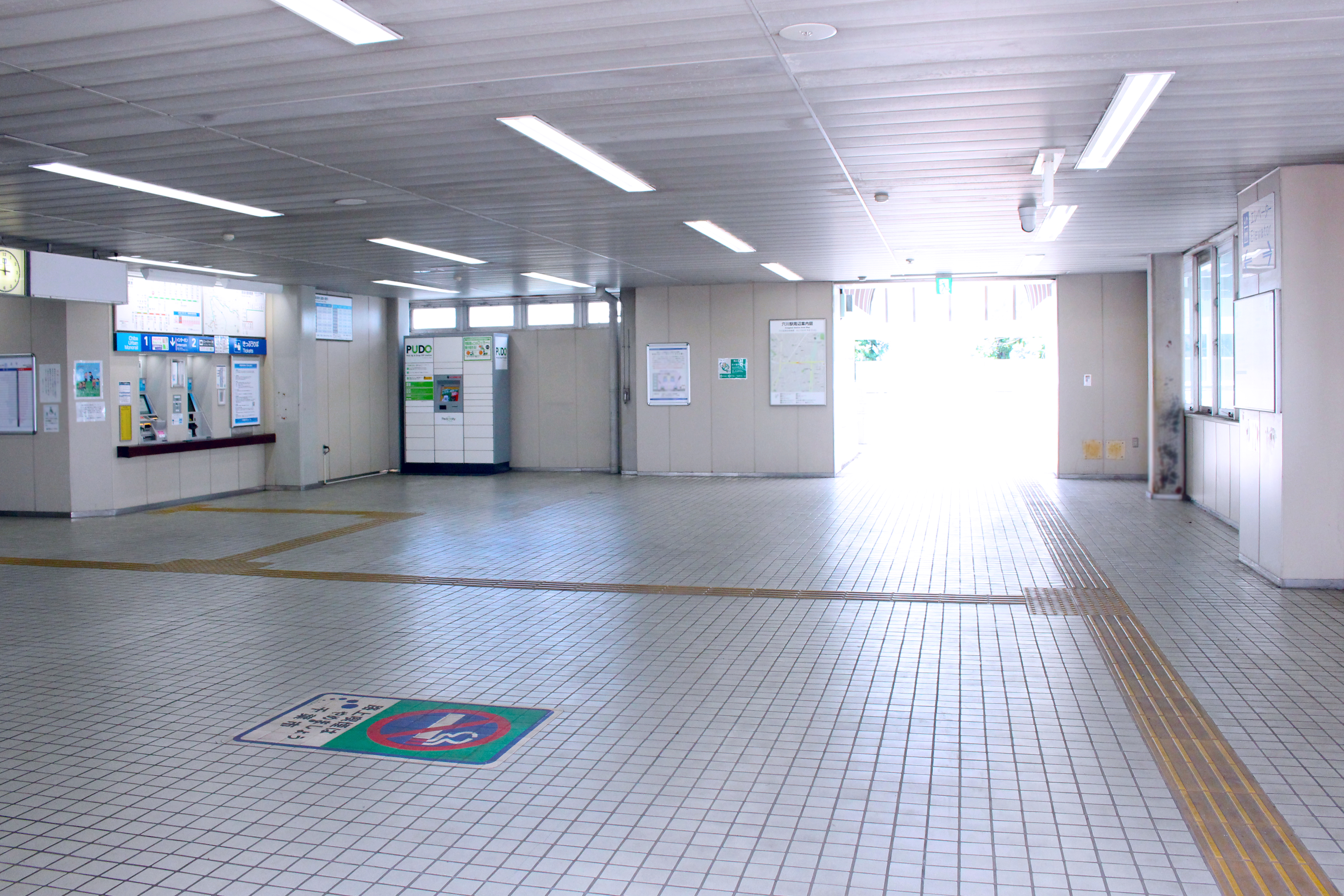
改札外コンコース（2024年7月）
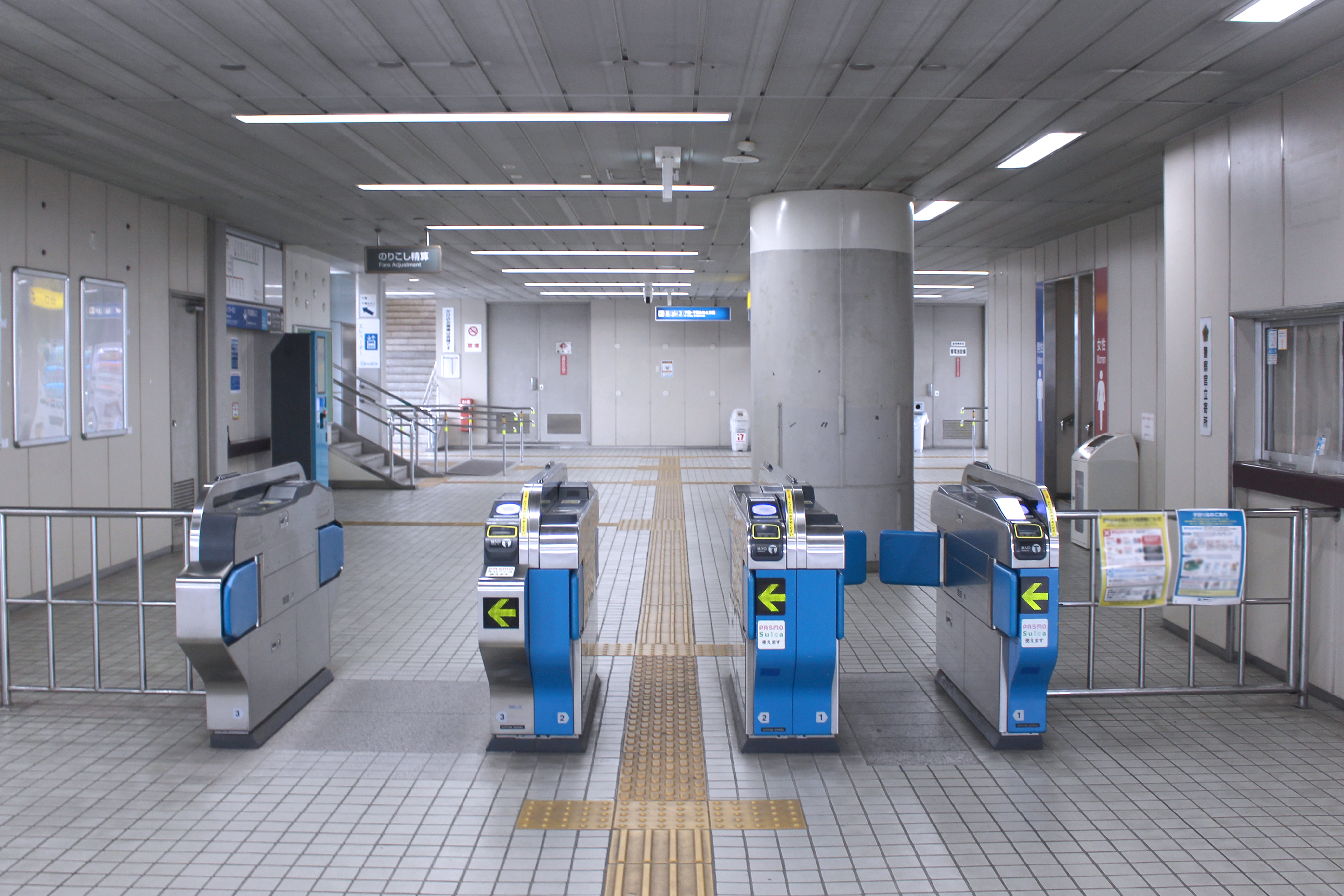
改札口（2024年7月）

### のりば
| 番線 | 路線  | 行先                 | 備考                                    |
| ---- | ----- | -------------------- | --------------------------------------- |
| 1    | 2号線 | 都賀・千城台方面     |                                         |
| 2    | 2号線 | 千葉・千葉みなと方面 | 千葉みなと方面行は千葉駅から1号線へ直通 |

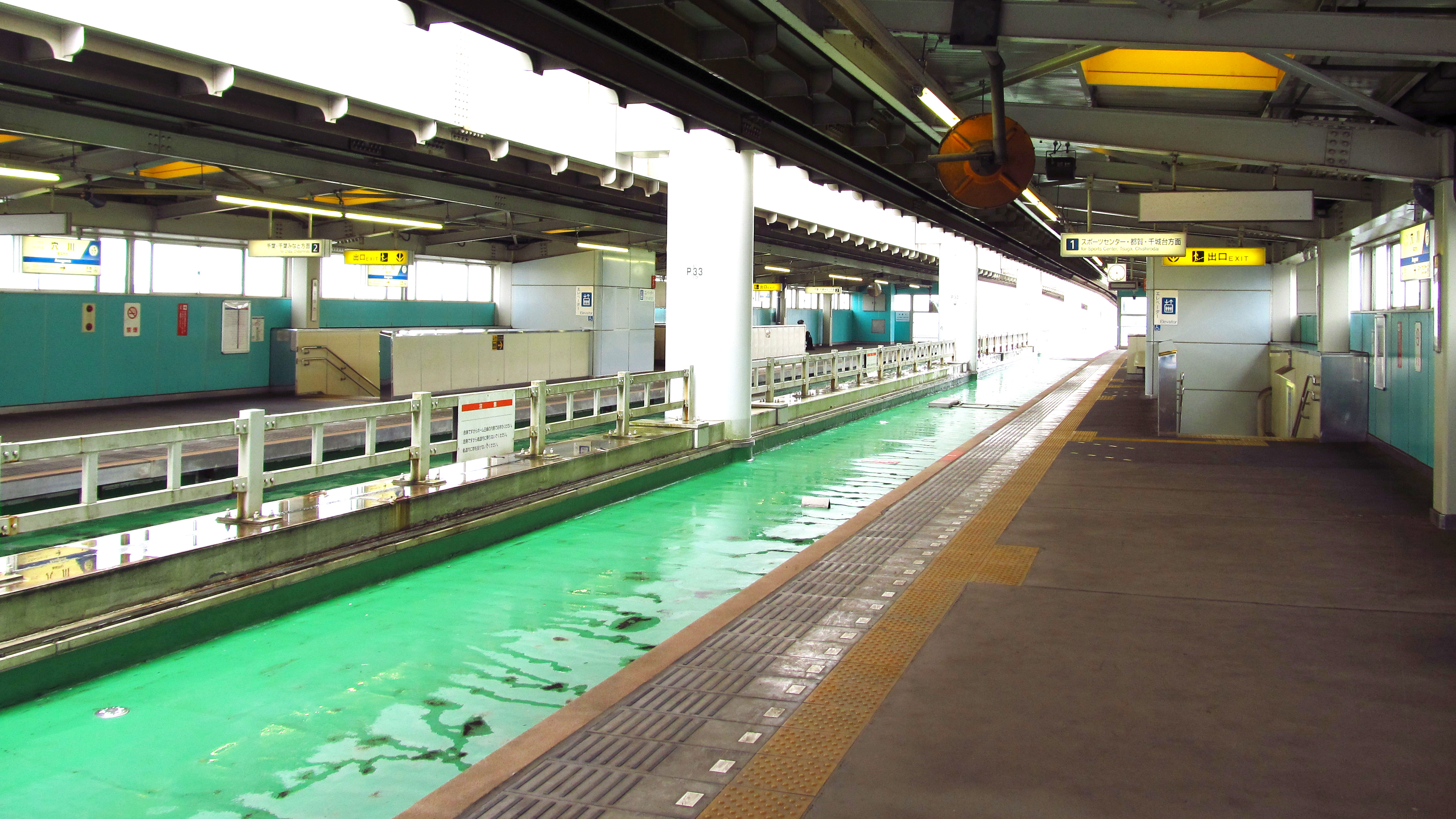
1番線ホーム（2019年7月）
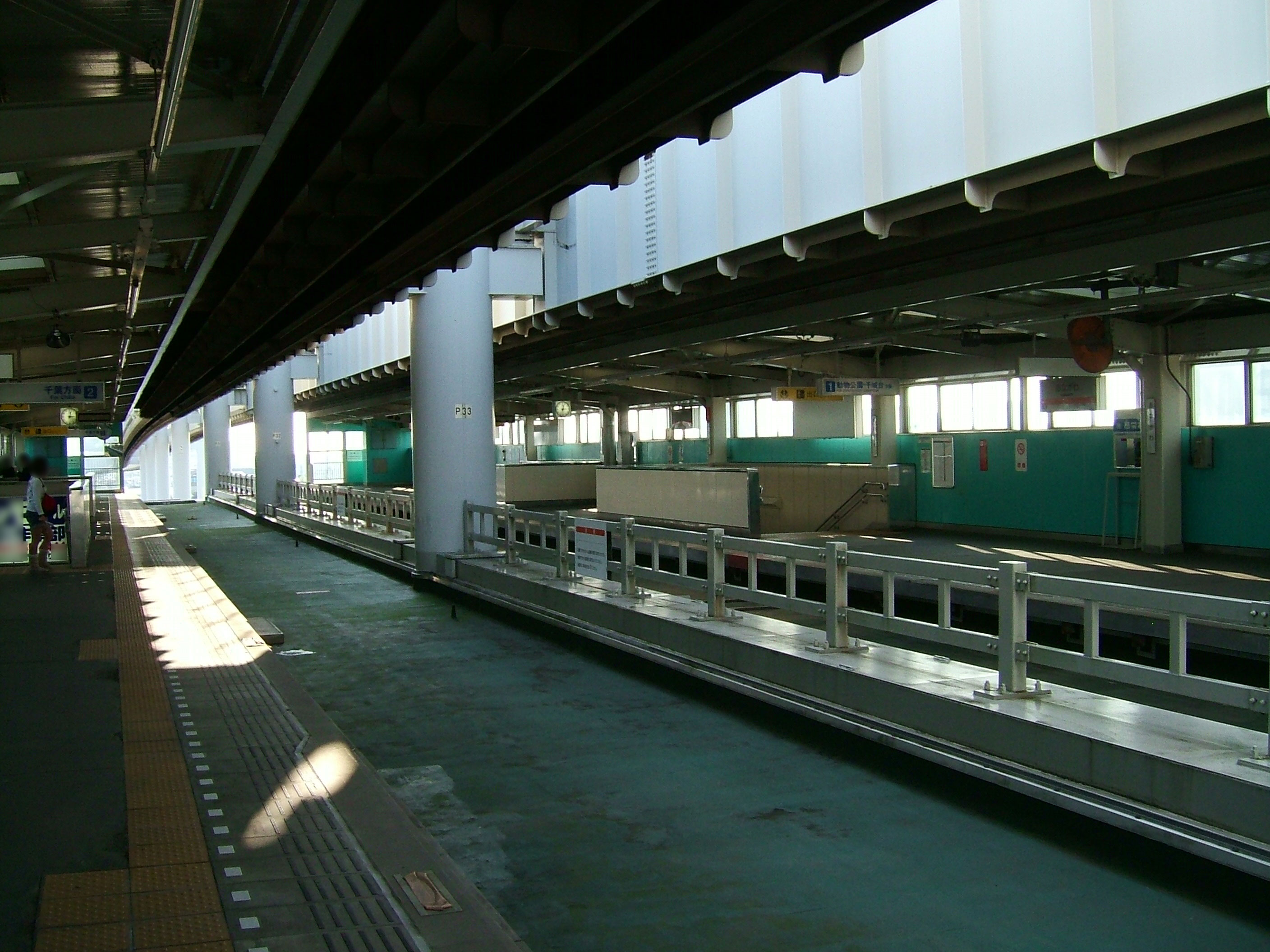
2番線ホーム（2008年10月）
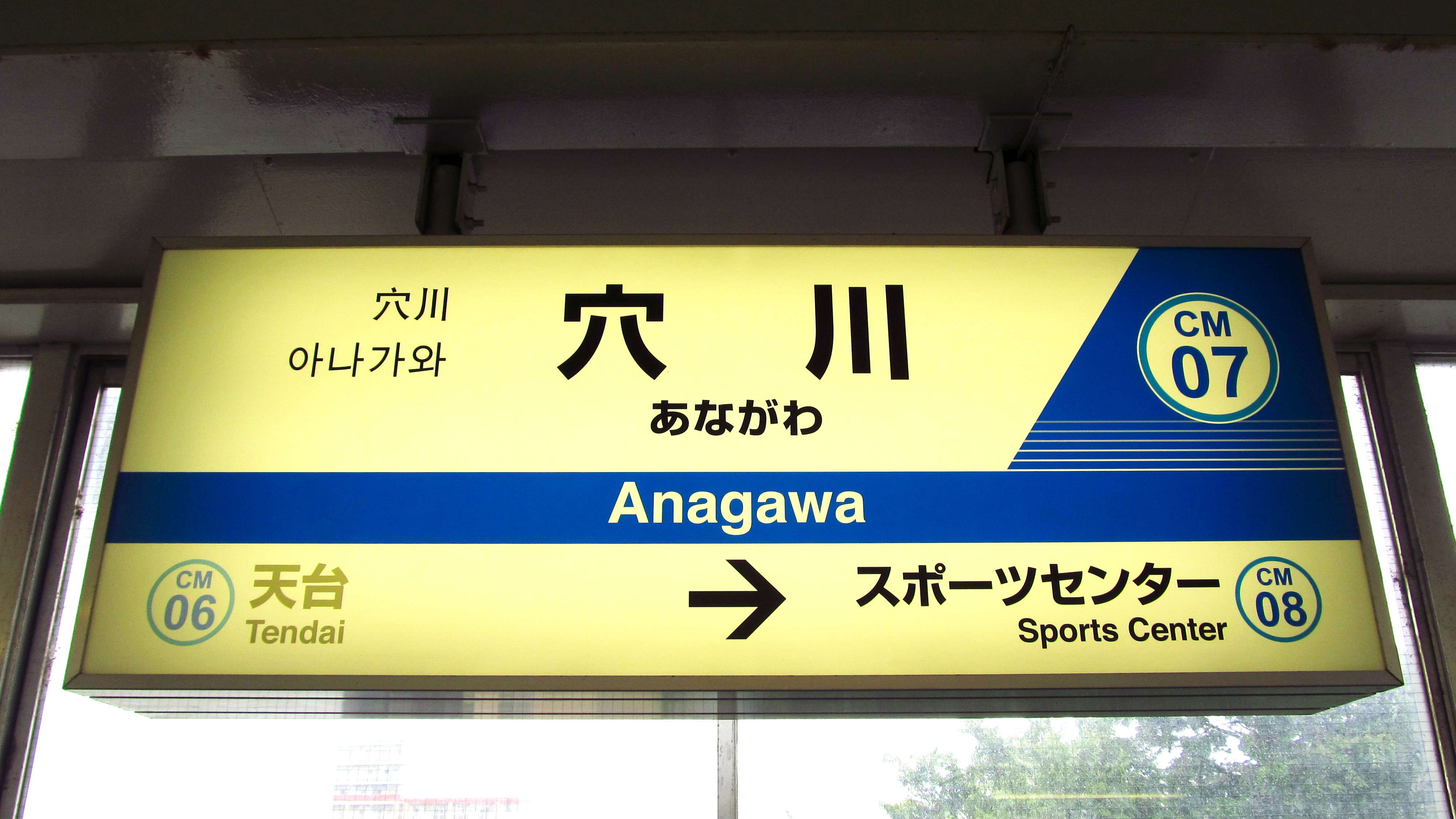
1番線駅名標（2019年7月）
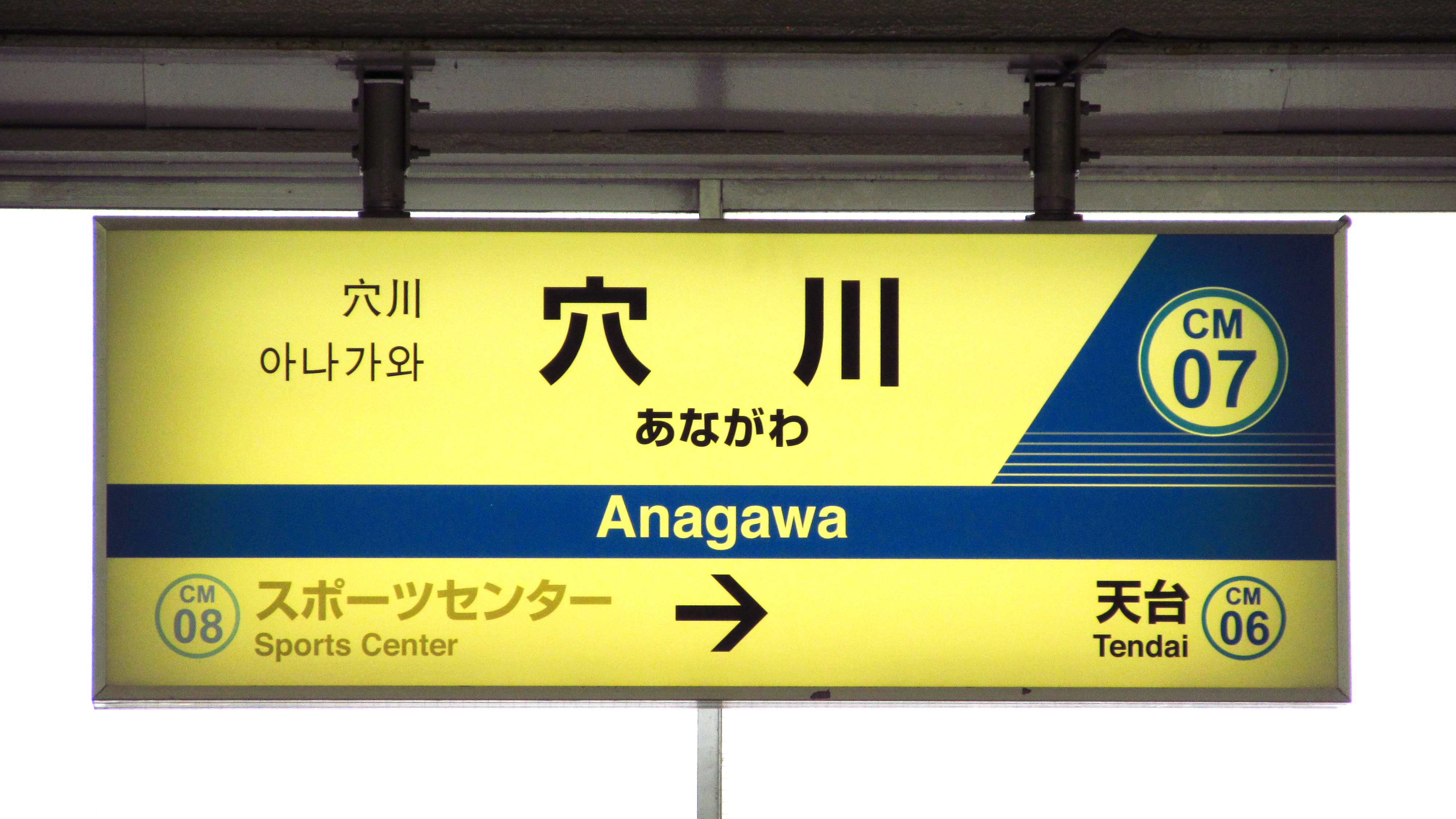
2番線駅名標（2019年7月）

## 利用状況
2023年度の1日平均乗車人員は1,884人である。千葉都市モノレールの駅では、18駅中9位。
近年の1日平均乗車人員推移は下記の通り。
| 年度               | 一日平均 乗車人員 |
| ------------------ | ----------------- |
| 1999年             | 1,344             |
| 2000年             | 1,277             |
| 2001年             | 1,284             |
| 2002年             | 1,306             |
| 2003年             | 1,226             |
| 2004年             | 1,146             |
| 2005年             | 1,194             |
| 2006年             | 1,250             |
| 2007年             | 1,306             |
| 2008年             | 1,403             |
| 2009年             | 1,393             |
| 2010年             | 1,358             |
| 2011年             | 1,376             |
| 2012年             | 1,488             |
| 2013年             | 1,563             |
| 2014年             | 1,599             |
| 2015年             | 1,658             |
| 2016年             | 1,701             |
| 2017年             | 1,795             |
| 2018年             | 1,840             |
| 2019年             | 1,887             |
| 2020年（令和02年） | 1,577             |
| 2021年（令和03年） | 1,762             |
| 2022年（令和04年） | 1,844             |
| 2023年（令和05年） | 1,884             |

## 駅周辺

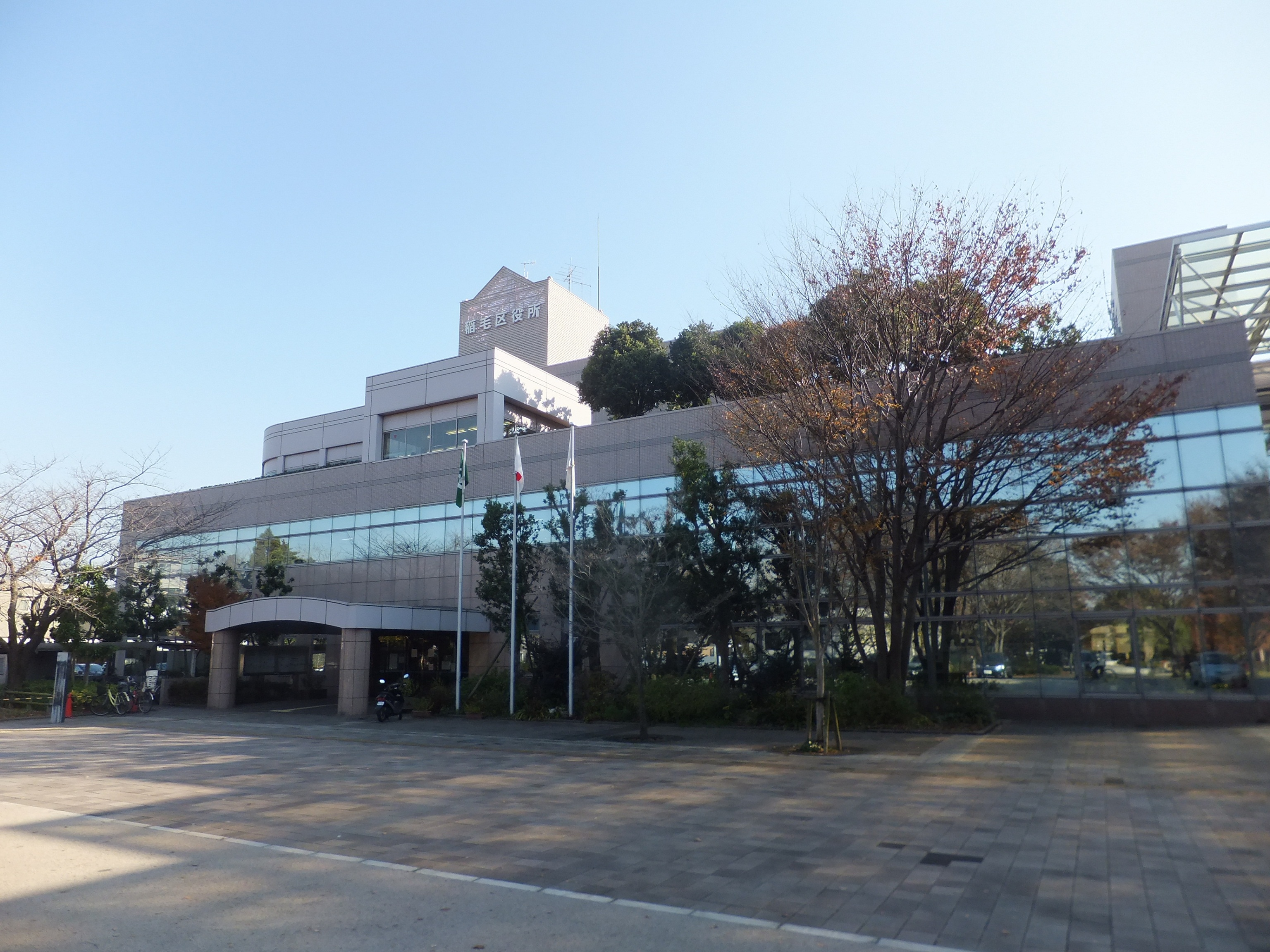
千葉市稲毛区役所

駅直下を国道126号、南側に千葉県道72号穴川天戸線があり、駅周辺は閑静な住宅街が広がる。駅北側には京葉道路の穴川インターチェンジがある。

### 西側
当駅2・3番出入口方面。
- 千葉市稲毛区役所
- 国立研究開発法人量子科学技術研究開発機構
  - 放射線医学総合研究所
  - QST病院
- 千葉北警察署穴川交番
- 千葉市稲毛消防署
- 千葉市穴川コミュニティセンター
- 千葉市稲毛保健福祉センター
- 学校法人千葉敬愛学園
  - 敬愛大学 稲毛キャンパス（経済学部）
  - 敬愛学園高等学校
- 千葉県立千葉女子高等学校
- 千葉県立京葉工業高等学校
- 千葉市立千葉高等学校

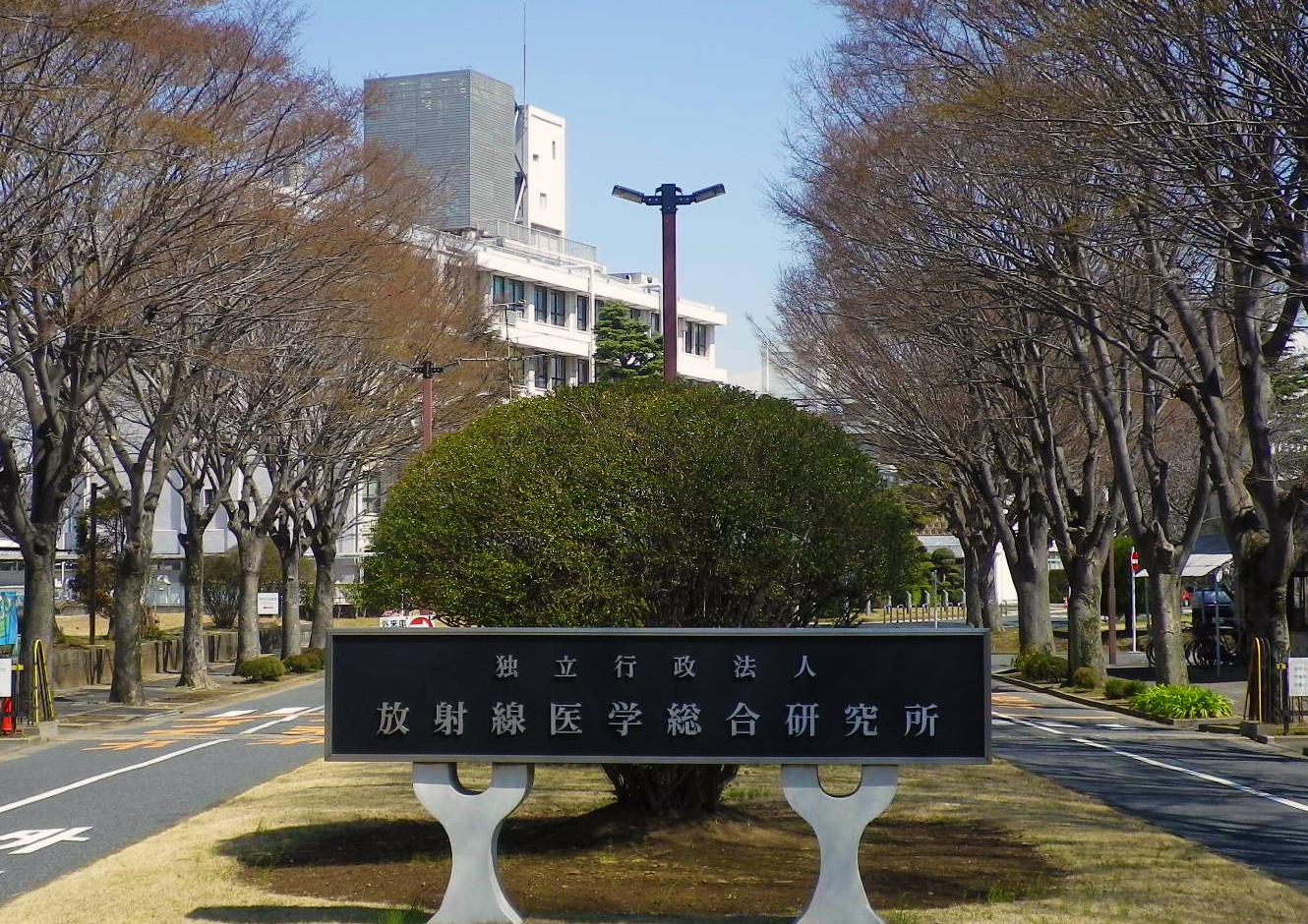
放射線医学総合研究所

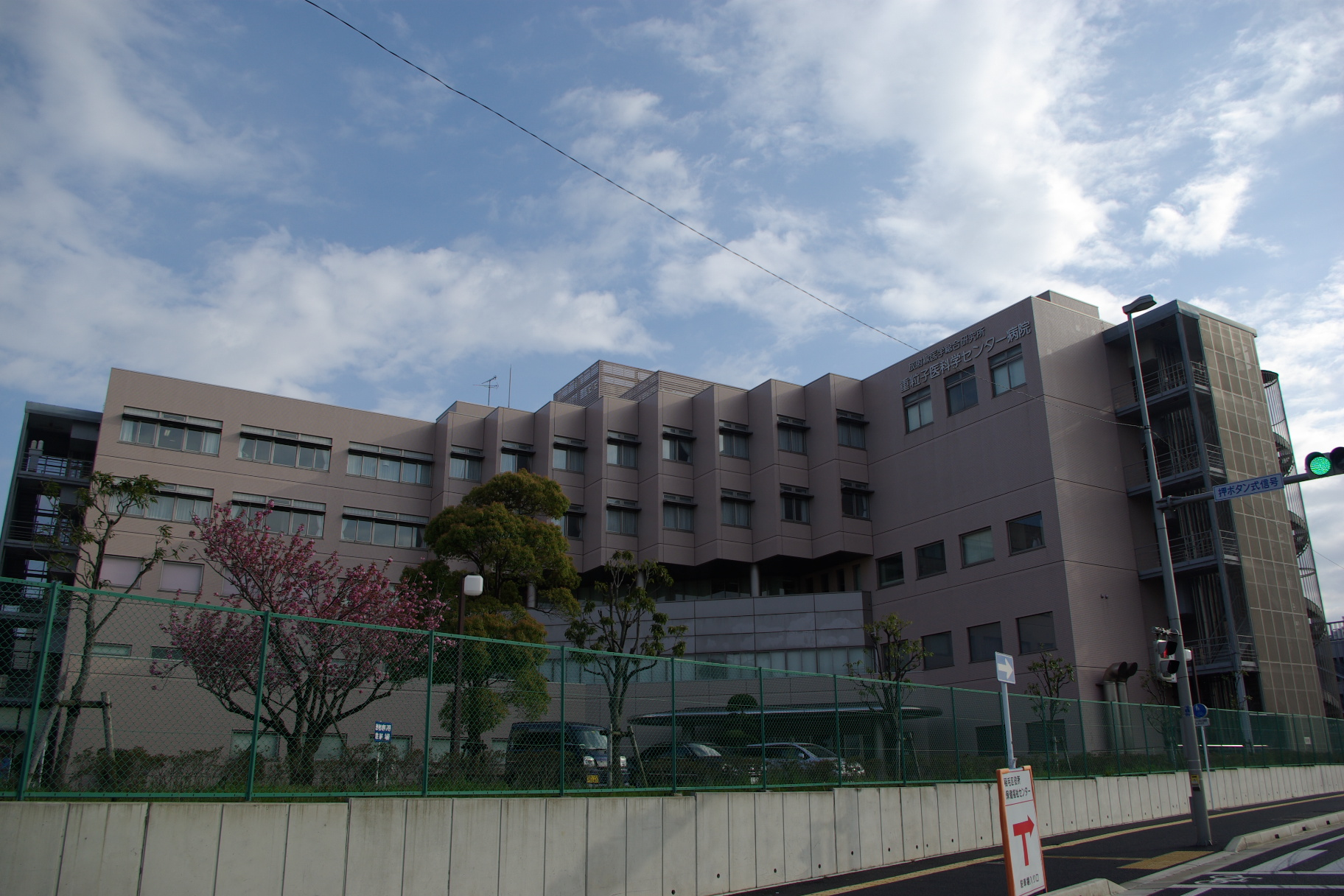
QST病院

- 学校法人国際理工学園 国際理工情報デザイン専門学校
- 生活クラブ生活協同組合 園生デポー
- ウエルシア薬局 千葉園生店
- LIXIL 千葉ショールーム
- ゴルフ5 稲毛園生店
- アストロプロダクツ 千葉穴川店
- 三協フロンテア 千葉支店
- 園生貝塚 - 駅北側の「御殿山」と呼ばれる森の中にある。
- 穴川中央公園

### 東側
当駅1・4番出入口方面。
- 国土交通省関東地方整備局千葉国道事務所
- 千葉土建一般労働組合千葉支部
- 千葉市立千草台中学校
- 千葉市立千草台小学校
- 千葉穴川郵便局
- 千葉千草台郵便局
- 京葉銀行研修所
- 千葉信用金庫 作草部支店
- オーケー 千草台店

## バス路線
| のりば | のりば         | 系統                                                 | 主要経由地                       | 行先                 | 運行会社 | 備考         |
| ------ | -------------- | ---------------------------------------------------- | -------------------------------- | -------------------- | -------- | ------------ |
| 穴川駅 |                | 稲01                                                 | スポーツセンター駅・あやめ台団地 | 草野車庫             | 京成バス | 深夜バスあり |
| 穴川駅 | 稲03           | 土曜日のみ                                           | スポーツセンター駅・あやめ台団地 | 草野車庫             | 京成バス |              |
| 穴川駅 | 稲02           | スポーツセンター駅・草野車庫・長沼・こてはし団地入口 | こてはし団地                     |                      | 京成バス |              |
| 穴川駅 | 稲06           | 草野車庫                                             | いきいきプラザ                   | 平日のみ             | 京成バス |              |
| 穴川駅 | 稲31           | スポーツセンター駅・草野小入口・長沼原町             | 山王町                           |                      | 京成バス |              |
| 穴川駅 | 稲31           | スポーツセンター駅・草野小入口                       | 長沼原町                         | 深夜バス             | 京成バス |              |
| 穴川駅 | 稲32           | スポーツセンター駅・草野小入口・長沼原町             | 千葉センター                     | 平日朝のみ           | 京成バス |              |
| 穴川駅 | 稲33           | スポーツセンター駅・草野小入口                       | ザ・クイーンズガーデン稲毛       |                      | 京成バス |              |
| 穴川駅 |                | 稲01,稲02,稲06                                       | 穴川十字路・女子高校             | 稲毛駅               | 京成バス |              |
| 穴川駅 | 稲31,稲32,稲33 | 穴川十字路・稲毛区役所                               | 稲毛駅                           |                      | 京成バス |              |
| 穴川駅 | 稲03           | 穴川十字路                                           | 稲毛海岸駅                       | 土曜のみ             | 京成バス |              |
| 穴川駅 | 稲西01,稲103   | 穴川十字路・女子高校                                 | 稲毛駅                           | 京成バス千葉イースト |          |              |

## 隣の駅
千葉都市モノレール
 2号線
天台駅（CM 06） - 穴川駅（CM 07） - スポーツセンター駅（CM 08）